# جوزيف أنطون غال
جوزيف أنطون غال (بالألمانية: Joseph Anton Gall)‏ هو قسيس ألماني، ولد في 27 مارس 1748 في فايل در شتات في ألمانيا، وتوفي في 18 يونيو 1807 في لينتس في النمسا.